# Kaisergebergte
Het Kaisergebergte (Duits: Kaisergebirge) is een gebergte in de Noordelijke Kalkalpen in de Oostenrijkse deelstaat Tirol. Het gebergte bestaat uit twee markante bergketens, de Wilder Kaiser en de Zahmer Kaiser en ligt in zijn geheel in de buurt van Kufstein.

## Indeling

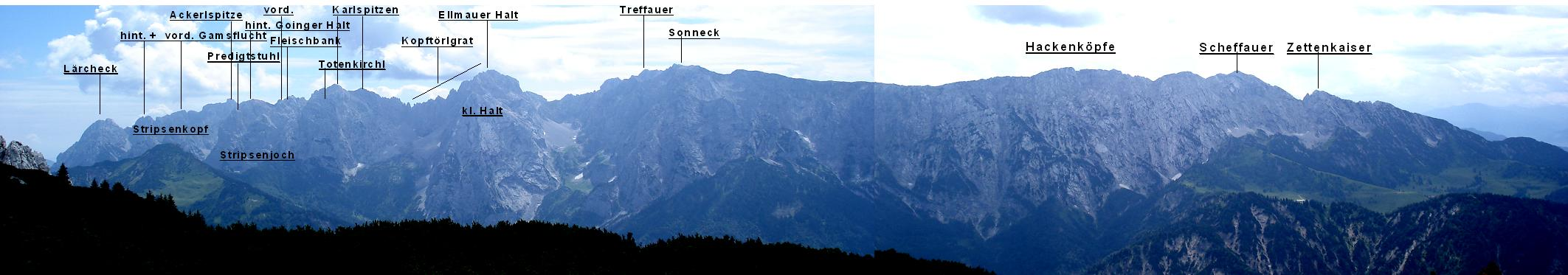
Wilder Kaiser vanuit het Noorden

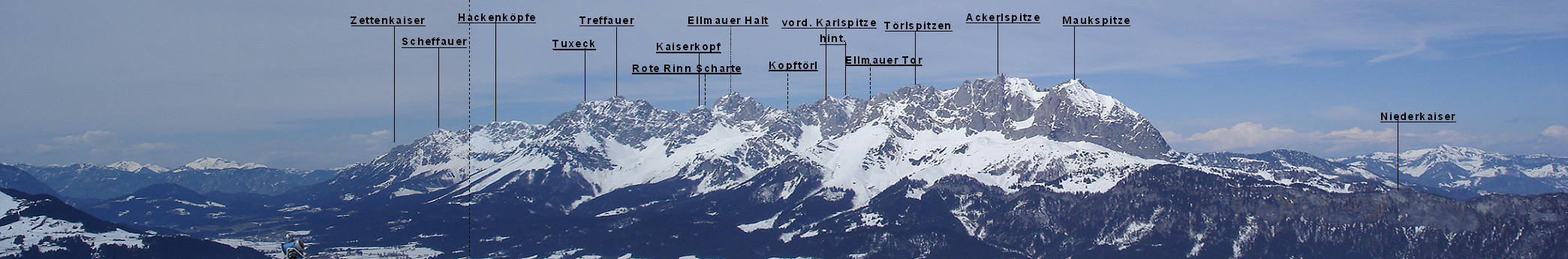
Kaisergebergte vanuit het zuiden

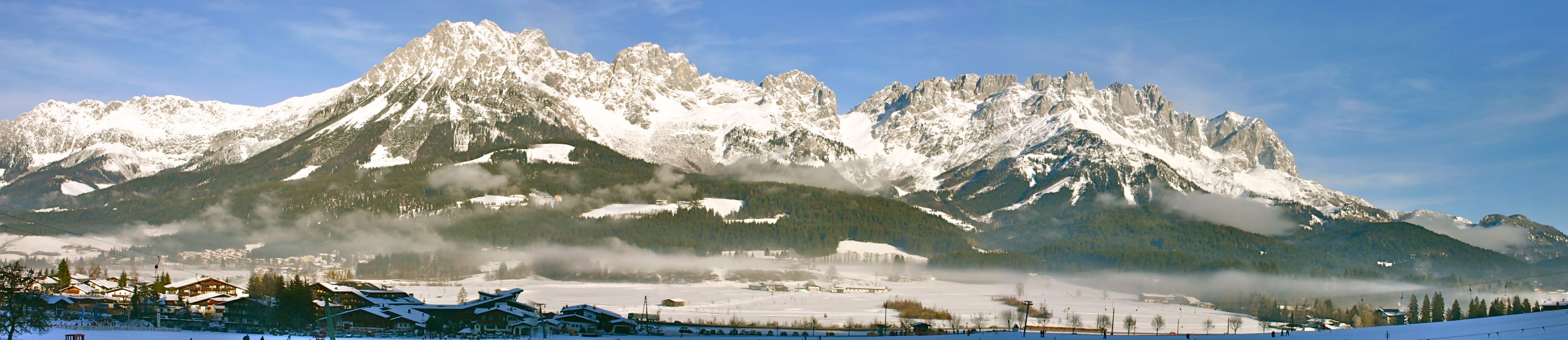
Kaisergebergte in winter. (vanuit het zuiden) Op de voorgrond het dorp Ellmau

Het Kaisergebergte wordt ingedeeld in de voor het overgrote deel uit wit kalkgesteente bestaande Wilder Kaiser ("wilde keizer") en de met bergdennen begroeide Zahmer Kaiser ("tamme keizer"). Deze twee delen zijn door middel van de 1580 meter hoge Stripsenjoch met elkaar verbonden en worden in het westen door het Kaisertal, in het oosten door het Kaiserbachtal van elkaar gescheiden. Het Kaisergebergte strekt zich uit over een lengte van ongeveer twintig kilometer in oostwestelijke richting en over ongeveer veertien kilometer in noordzuidelijke richting. Het beslaat een oppervlakte van ongeveer 280 km². De Zahmer Kaiser overschrijdt net de 2000-metergrens (Vordere Kesselschneid) en is overwegend bebost. De hoogste bergtop van de Wilder Kaiser is de Ellmauer Halt met een hoogte van 2344 meter. Daarnaast zijn er ongeveer veertig andere bergtoppen, waarvan vele beroemd zijn vanwege het bergbeklimmen (Karlspitzen, Totenkirchl, Fleischbank, Predigtstuhl, Goinger Halt, Törlspitzen, Maukspitze).

## Aangrenzende gebergten
Het Kaisergebergte grenst aan de volgende andere gebergten van de Alpen:
- Chiemgauer Alpen (in het noorden)
- Loferer Steinberge (in het zuidoosten)
- Kitzbüheler Alpen (in het zuiden)
- Rofangebergte (in het westen)
- Beierse Vooralpen (in het noordwesten)

## Natuurgebied
Reeds in de jaren '20 gingen er stemmen op om in het Kaisergebergte een beschermd natuurgebied in te richten. Naar aanleiding van een referendum in 1961 werd besloten om op 19 april 1963 een beschermd natuurgebied aan te wijzen ter grootte van 102 km². Dit natuurgebied is thans gelegen op gemeentegrond van de gemeenten Kufstein, St. Johann, Ebbs, Ellmau, Going, Kirchdorf, Scheffau en Walchsee.

## Skigebied
In de winter is het een belangrijk skigebied SkiWelt Wilder Kaiser - Brixental, waarbij het skigebied aan de voet van de Wilder Kaiser en het skigebied in het Brixental samen circa 288 km skipisten omvatten en te gebruiken zijn met één skipas.

## Geologie en hydrologie
Het Kaisergebergte bestaat net als de overige Noordelijke Kalkalpen vooral uit Wettersteinkalk en dolomiet. Het Wettersteinkalk heeft een maximale dikte van ongeveer 1000 meter, wat overeenkomt met de maximaal hoogte van rotsafbrekingen van het Kaisergebergte. Het jongere dolomiet is vooral te vinden in de synformen van de dalen. De hier aanwezige morenes zijn een overblijfsel uit de laatste ijstijd. De Sparchenbach, die door het Kaisertal stroomt, ontwatert het westelijke deel van het Kaisergebergte. Het oostelijke deel van het gebergte wordt ontwaterd door de Kaisertalbach, die door het Kaiserbachtal stroomt. In het noorden stroomt de Weissenbach. Helemaal in het westen van het gebergte ligt de Hintersteiner See.

## Geschiedenis
De vroegst gedateerde vondsten van menselijke beschaving in het Kaisergebergte gaan vier- tot vijfduizend jaar terug. Daarbij gaat het om in de grot Tischofer Höhle gevonden overblijfselen van jagers uit de steentijd. In de grot werden ook vondsten uit de bronstijd gedaan. De eerste vermelding van bewoning van het Kaisertal gaat terug tot het jaar 1430. Uit dit jaar stamt een koopcontract voor een boerderij genaamd "Hinterkaiser". De naam "Kaiser" voor het gebied is nog ouder en wordt reeds in 1240 genoemd in een Kitzbüheler bezitsbeschrijving. Daarin is sprake van een "Gamsgiayt an dem Chaiser". Op een landkaart van Matthias Burgklehner uit 1611 staat het bijschrift "Es ist in der Herrschaft Khueffstein der Kayser, ein sehr hoches Gepürg, so einer kaiserlichen Cron gleich ist, seiner vilfeltigen Zinggen halber, dann auch, dass er in der Heche vil Meils Wegs weit, als ob er rund und gekrönt ware, gesehen wird."
De toeristische ontsluiting van het gebied begint in het Kaisergebergte in de tweede helft van de 19e eeuw. Uit deze periode stammen ook de meeste gedocumenteerde eerste beklimmingen van de in het gebergte gelegen bergtoppen. Vanaf de eeuwwisseling tot aan de Eerste Wereldoorlog was het gebergte geliefd bij bergbeklimmers uit de regio rondom München. Een klimmerspionier als Hans Dülfer ontwikkelde er destijds vele nieuwe klimtechnieken en -stijlen.

## Belangrijke bergtoppen in Wilder Kaiser
| - Ellmauer Halt (2344 m) - Ackerlspitze (2331 m) - Treffauer (2305 m) - Hinteren Karlspitze (2281 m) - Vorderen Karlspitze (2260 m) - Sonneck (2260 m) - Regalmspitze (2253 m) - Goinger Halt (2242 m) - Maukspitze (2227 m) - Totenkirchl (2190 m) | - Fleischbank (2187 m) - Lärchegg (2122 m) - Predigtstuhl (2116 m) - Scheffauer (2111 m) - Mitterkaiser (2007 m) - Zettenkaiser (1968 m) - Hackenköpfe - Hochgrubachspitzen - Törlspitzen |  |

## Belangrijke bergtoppen in Zahmer Kaiser
- Vordere Kesselschneid (2001 meter)
- Pyramidenspitze (1999 m)
- Roßkaiser (1970 m)
- Elferkogel (1916 m)
- Jovenspitze (1890 m)
- Stripsenkopf (1870 m)
- Feldberg (1814 m)
- Petersköpfl (1745 m)
- Naunspitze (1633 m)

## Foto's van het Kaisergebergte

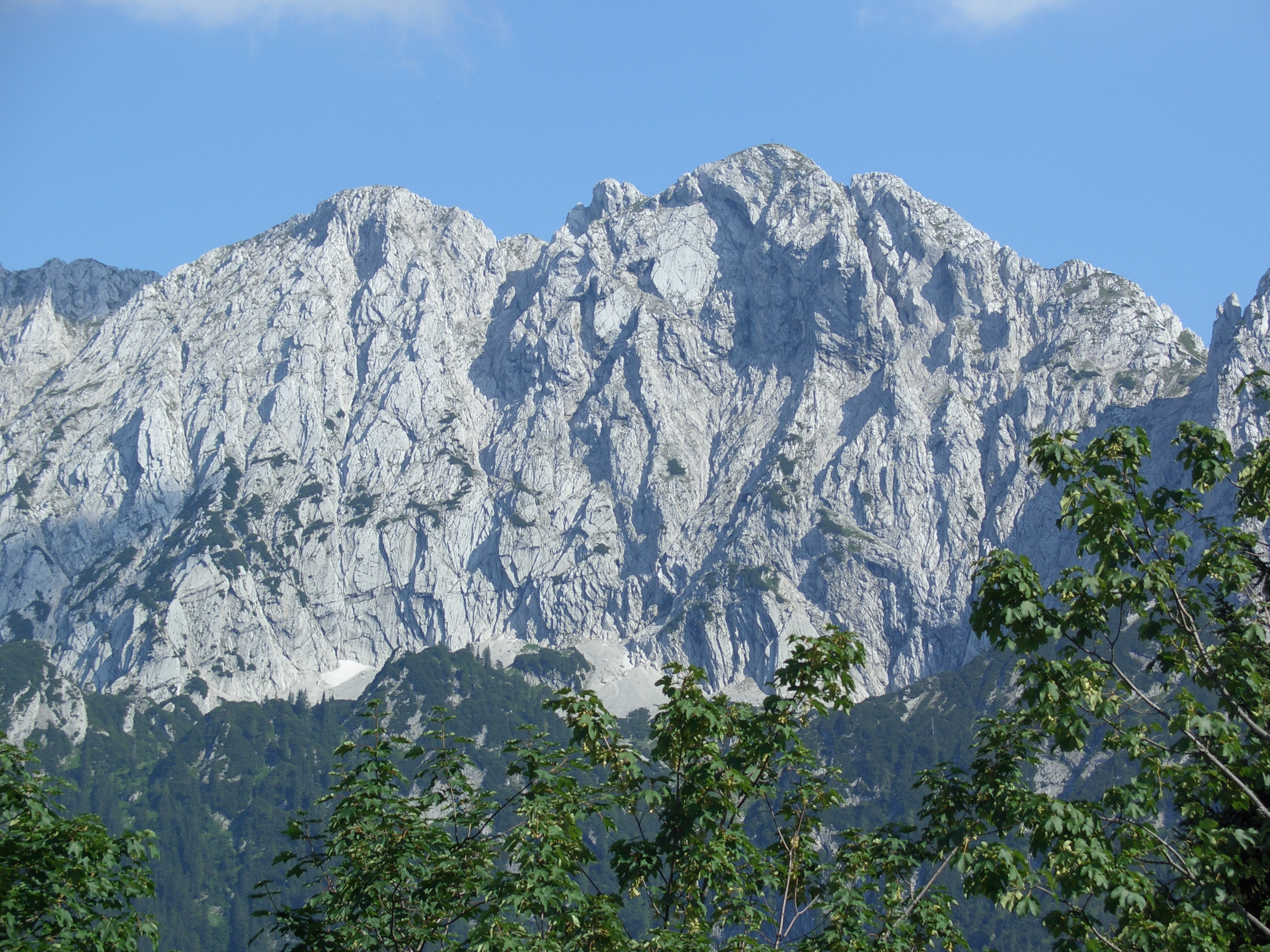
Wilder Kaiser, noordzijde (Scheffauer)
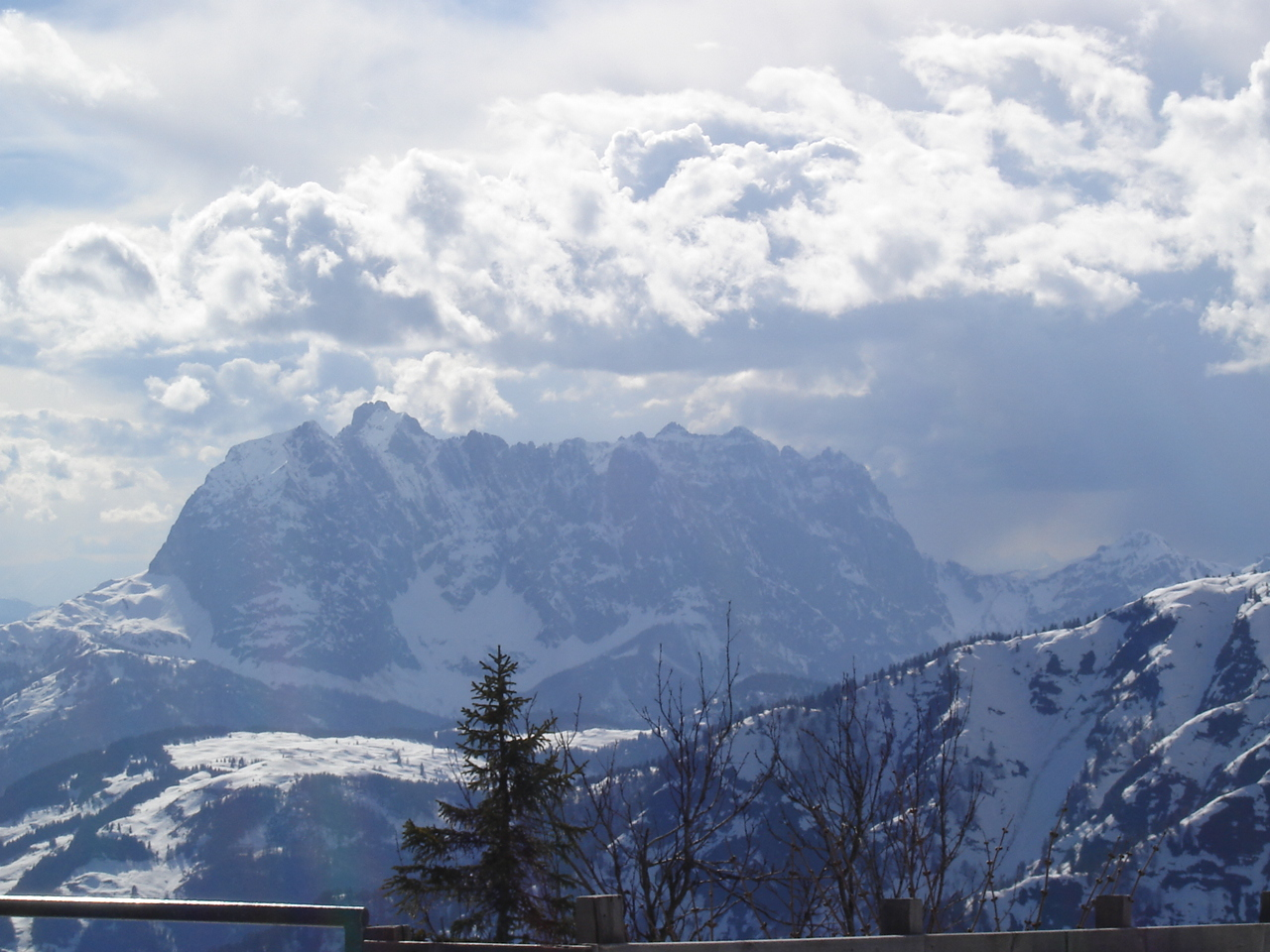
Wilder Kaiser, oostzijde
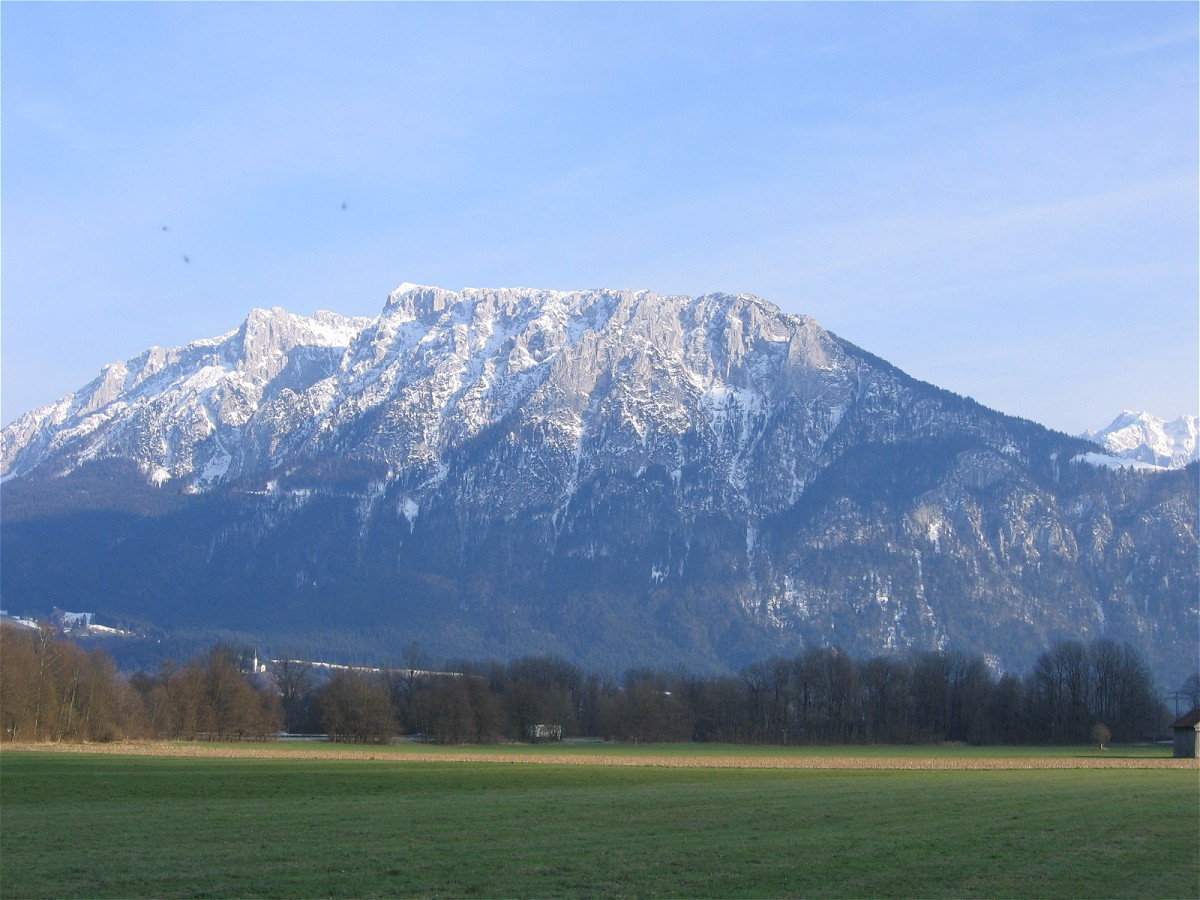
Zahmer Kaiser vanuit Oberaudorf
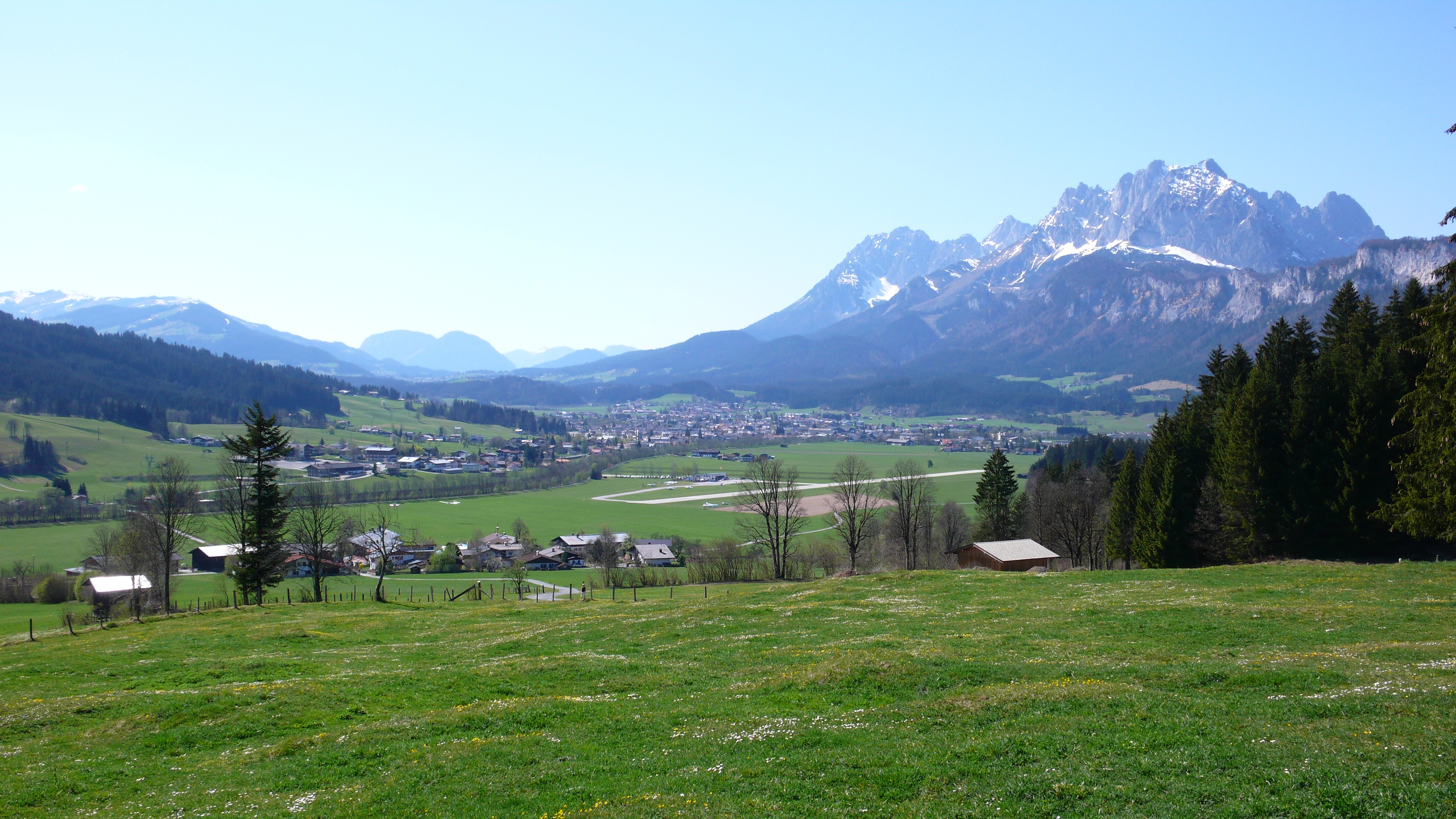
Kaisergebergte bij St. Johann in Tirol